# Gatunek filmowy
Gatunek filmowy – forma zbiorcza dla filmów wykazujących podobne schematy fabularne, wspólną ikonografię, określone typy bohaterów oraz sytuacje, w których rozgrywa się akcja. Gatunek polega na reprodukcji formuły przyswojonej w ekranowym obiegu, a cechuje go ustabilizowanie i powtarzalność poszczególnych filmów.

## Podział gatunkowy
Konwencjonalizm filmów może wynikać nie tylko z ikonografii czy konstrukcji fabularnej, ale również z punktu widzenia kamery czy techniki zastosowanej przy montażu. Jako przesłankę do klasyfikacji filmów według poszczególnych gatunków wyróżniono trzy rodzaje filmowe: film animowany, film dokumentalny i film fabularny. Największe podziały gatunkowe występują w przypadku filmów fabularnych.
Wyróżnikiem danego gatunku może być spodziewana reakcja danego odbiorcy (np. horror, komedia, melodramat, film pornograficzny, film sensacyjny), temat (np. film wojenny, film sztuk walki, film gangsterski, film kryminalny, film biograficzny), forma (np. film poetycki, film awangardowy, dreszczowiec, film muzyczny, film przygodowy, film noir), czas akcji (np. film historyczny, film fantastycznonaukowy, film fantasy, film kostiumowy, film płaszcza i szpady), technologia (np. film animowany) lub też po prostu wyrazista ikonografia (kanonicznym przykładem jest tu western). Filmy, które nie podlegają jednoznacznej klasyfikacji, kwalifikują się do ogólnego określenia „dramat”, dzielonego na filmy psychologiczne, obyczajowe i społeczne.
Od czasów postmodernizmu filmowego zaciera się klasyczny podział gatunkowy – mieszają się schematy fabularne oraz ikonografie. Tak zwane cross-gens są trudne do jednoznacznej klasyfikacji. 